# Sokolove, Berezivka
Sokolove (în ucraineană Соколове) este un sat în comuna Konopleane din raionul Berezivka, regiunea Odesa, Ucraina.

## Demografie
Componența lingvistică a localității Sokolove
     Ucraineană (82,95%)
     Română (12,4%)
     Rusă (4,65%)
Conform recensământului din 2001, majoritatea populației localității Sokolove era vorbitoare de ucraineană (82,95%), existând în minoritate și vorbitori de română (12,4%) și rusă (4,65%).